# 流沙河 (文人)
流沙河（1931年11月11日—2019年11月23日），本名余勋坦，男，四川金堂人，中华人民共和国诗人、学者，先後從事詩歌創作與漢字研究。

## 生平
1931年11月11日生於成都忠烈祠南街，籍金堂县城厢镇槐樹街。父余營成出身於金堂縣地主家庭，但在流沙河出生時家道已然中落，得田20畝，學於四川法政學堂，母劉可芬，雙流縣鄉下人，受其繼母之拐賣而為余營成妾。

### 求學
1935年迁回金堂县城厢镇槐樹街，自幼受母親啟蒙。
1938年起先後入讀金堂縣女子小學、金淵小學，在畢業班（1943年）開始學習文言。
1944年起入讀金堂私立崇正中學，除國文課老師選講《古文觀止》與《經史百家雜鈔》外，還受教於秀才黃捷三老先生講解儒學經典與唐詩，開始嘗試作近體詩。與同學、其他民眾建設廣漢軍用機場，以使美軍B-29轟炸機起飛反攻日軍。
父余營成1945-1949年任金堂縣軍事科長，負責辦理兵役。
1947年起入讀四川省立成都中學，參與反對國民政府的遊行示威，癡迷於巴金、艾青、蕭三等中國左派文學與二、三十年代蘇聯文學，並在左派刊物上發表多篇文字。
1949年以第一名成績跳級考入四川大學農業化學系。

### 受到迫害
1950年先後任金堂縣學生聯合會宣傳幹事、金堂縣淮口鎮女子小學教師、《川西农民报》副刊编辑，期間發表文章被批評「小資產階級面貌」，並「於思想改造運動中批判自己的舊觀念，同地主階級劃清界限」。父余營成於土地改革运动中被殺（流沙河後來自稱父親是普通職員，從未對抗共產黨）。
1952年被調入四川省文联，任创作员、《四川群众》编辑，加入批判俞平伯《紅樓夢》研究與胡風文藝思想的運動。
今朝痛洗污肠肚，昔日帮编黑网罗。

君自惜身无可议，人来护尔反操戈。

1956年，毛澤東提出藝術與學術應該百花齊放、百家爭鳴。流沙河與白航、石天河、白峽於次年初創辦詩刊《星星》，不料流沙河發表的散文詩《草木篇》被認定為「反黨反社會主義」，並受到毛澤東的點名批評。《四川日報》評論《草木篇》「假百花齊放之名，行死鼠亂拋之實」。流沙河將同情和支持他的人士和盤托出，包括將石天河和徐航（學生，胡風支持者）來信交予《文匯報》記者姚丹，致石天河被監禁超過22年；其供出的「反黨小集團」24名成員，亦遭受各類不同程度的迫害。流沙河本人因“老實交代問題”和“檢舉揭發有功”而得到從輕發落，在機關內「監督勞動」，包括掃地、掃廁所、燒水及拉車。
1958年參與煉鐵運動，1961年在建築工地種菜及守菜園，1962年到四川省圖書資料室協助工作。
文革期間，被下放到金堂老家的鋸木工廠，前6年拉大鋸，後6年釘包裝箱，前後被抄家、遊鬥12次。雖然嚴酷迫害險讓流沙河喪命，但他仍在空閒時間讀書、寫作與翻譯。他研讀了四書五經、先秦諸子、中國古代史、民俗學、古人類學、唐宋明三代的野史筆記、天文學，在廢紙背面書寫筆記。他還對許慎《說文解字》做了10萬多字的筆記，並花3年寫就一本約8萬字的古漢字普及讀物，但被紅衛兵搶走。
何潔向來喜歡流沙河的詩。1957年夏，何潔為成都川劇院演員，她在驪山首次見到流沙河。回到成都後，何潔四方打探流沙河消息，並愈加欽慕流沙河的人品與才華。1966年，何潔不顧親友反對，又去探訪流沙河。流沙河向何潔寄送七封情信，雙方於當年結婚。因頻受抄家之擾，何潔將七封情信縫入衣中，並因生計被迫去外地作臨時工人。此後何潔一度遭到通緝，被迫東躲西藏。文革結束後，二人重聚於金堂縣，流沙河说：「從今以後，我可以拚命地釘包裝箱了」，妻子則說：「我用不著東躲西藏了，我可以去收破爛維持生活了。」

### 恢復自由
1978年到金堂县文化馆任馆员。
1979年复出发表作品。中共四川省委宣布平反《星星》事件，流沙河被调回四川省文联，任《星星》编辑。他在《星星》上每月评論一位台湾诗人和他的诗，包括余光中、鄭愁予、瘂弦、洛夫等，后把一系列文章集结為《台湾诗人十二家》，在大陸引起轟動，他與余光中也成為了好朋友。流沙河在1980年代當選四川省作家協會副主席，但他从来不去开会。他的两首现代诗——《就是那一隻蟋蟀》、《理想》被中國大陸中学语文课本收录，但他尤其不喜歡其中一首（應指《理想》），認為「用了大量排比句，是呼口号似的应景之作」。
1984年起，妻子何潔住進青城山普照寺，專心從事寫作。
1989年起，流沙河將寫詩的精力轉移到古文字研究，埋首于甲骨文、金文和篆文之中。
1991年，何潔與流沙河離婚，並於普照寺出家，法號「圓果居士」。1992年，流沙河與吳茂華結婚。
1995年与林文洵、贺星寒在《成都晚报》“四声鹃”专栏发表随笔。
2002年，流沙河發表《满江红 贱躯卧疾反省》，表達對石天河入獄一事的愧疚。
2005年，流沙河就川人抗戰發表評論：“（國民政府）拉壮丁有没有呢?……也有，但是我告诉你，不到万分之一。”“中间也有逃兵，但都是个别的。”
2009年至2018年，流沙河應成都市民道德文化講堂邀請，在成都市图书馆二樓階梯教室，舉辦固定讲座，讲莊子、唐詩、宋词、诗经、说文解字等，聽眾甚多。
2010年，人民網發表流沙河讲座的谈话，他在其中再次表示「（抗日戰爭時期）99.99%的壯丁是自願去的，沒有見過逃兵」。
2013年-2015年，流沙河先後在《金融時報》中文網「簡化字不講理」專欄刊登57篇文章，批评漢字簡化方案。
2015年起，流沙河在騰訊視頻網站主講《文化大家讲堂》的點醒詩經系列。

### 逝世
2019年11月23日下午3时45分，流沙河因喉癌逝世，享年88岁。

## 作品
- 1956年：短篇小说集《窗》，诗集《农村夜曲》
- 1957年：诗集《告别火星》
- 1982年：译中篇小说《混血儿》《流沙河诗集》
- 1983年：诗集《游踪》《故园别》，《台湾诗人十二家》
- 1984年：《隔海说诗》
- 1985年：《写诗十二课》
- 1987年：《十二象》
- 1988年：《余光中100首》《锯齿啮痕录》《台岛十二中年诗人》
- 1989年：诗集《独唱》
- 1992年：《庄子现代版》
- 1994年：《Y先生语录》
- 1995年：《南窗笑笑录》《流沙河随笔》《流沙河诗话》
- 1999年：《庄子现代版 增订本》
- 2001年：《流沙河短文》
- 2003年：《老成都》《书鱼知小》
- 2004年：《图说庄子》《流沙河短文》《老成都：芙蓉秋梦——老城市系列》
- 2006年：《流沙河近作》
- 2007年：《含笑录》
- 2010年：《画火御寒》
- 2011年：《文字偵探》
- 2013年：《白鱼解字》《庄子现代版》《詩經現場》[9]
- 2014年：《晚窗偷得读书灯》
- 2016年：《解字一百》《正體字回家——細說簡化字失據》
- 2017年：《字看我一生》《流沙河讲诗经》

## 家庭
前妻何洁，育有一子余鲲、一女余蝉。
1992年与吴茂华结婚。